# Sauter (Familienname)
Sauter ist ein Familienname.

## Wortherkunft
Sauter (Schreibvariante: Sautter) sowie – ohne frühneuhochdeutsche Diphthongierung – Suter (Schreib- und Aussprachevariante: Sutter) ist ein altes, im 15. Jahrhundert ausgestorbenes deutsches Wort für „Näher, Schneider, Schuster“, das über mittelhochdeutsch sûtære, althochdeutsch sũtāri auf lateinisch sūtor „Schuster, Schuhmacher“ zurückgeht.

## Namensträger
- A. W. Sauter (1911–1961), deutscher Grafiker
- Achim Sauter (* 1946), deutscher Schauspieler
- Albert Sauter (1846–1896), Schweizer Apotheker, pharmazeutischer Unternehmer und Herausgeber
- Alfred Sauter (* 1950), deutscher Rechtsanwalt und Politiker (CSU), Justizminister
- Andreas Sauter (* 1974), Schweizer Theaterautor und Regisseur
- Anton Sauter (1800–1881), österreichischer Botaniker und Mediziner
- Anton Sauter (Badminton) (* 1942), Schweizer Badmintonspieler
- Benedikt Sauter OSB (1835–1908), deutscher Benediktiner, Mitbegründer der benediktinischen Erzabtei Beuron sowie erster Abt des Stadtklosters Emaus in Prag
- Christian Sauter (Politiker) (* 1980), deutscher Politiker
- Christian Sauter (Fußballspieler) (* 1988), deutscher Fußballspieler
- Christoph Sauter (* 1991), deutscher Fußballspieler
- Dieter Sauter, deutscher Fernsehjournalist
- Eddie Sauter (1914–1981), amerikanischer Jazzmusiker und Komponist
- Elke Sauter (* 1970), deutsche Fußballspielerin
- Ernest Sauter (1928–2013), deutscher Komponist
- Ferdinand Sauter (1804–1854), österreichischer Dichter
- Frank Sauter (* 1958), deutscher Politiker (CDU)
- Franz Sauter (1928–2019), deutscher Politiker (CDU)
- Friedrich Sauter (1930–2020), österreichischer Chemiker und Hochschullehrer
- Fritz Sauter (Jurist) (1884/1886–1958), deutscher Jurist, u. a. Verteidiger beim Nürnberger Prozess gegen die Hauptkriegsverbrecher
- Fritz Sauter (Physiker) (1906–1983), österreichischer Physiker
- Fritz Sauter (Sammler) (1915–1984), deutscher Geologe, Fossiliensammler und Museumsgründer
- Fritz Sauter (1930–2020), österreichischer Chemiker; siehe Friedrich Sauter
- Fritz Sauter (Schriftsteller) (* 1952), Schweizer Schriftsteller und Grafiker
- Georg Sauter (1866–1937), deutscher Maler
- Gerd Sauter (* 1954), deutscher Internist und Hochschullehrer
- Gerhard Sauter (* 1935), evangelischer Theologe
- Hans Sauter (Entomologe) (1871–1943), deutscher Entomologe
- Hans Sauter (Bildhauer) (1877–1961), deutscher Bildhauer und Kulturpolitiker
- Hans Sauter (Turner) (1925–2014), österreichischer Kunstturner und Trainer
- Heinz von Sauter (1910–1988), österreichischer Schriftsteller und Übersetzer
- Hermann Sauter (1907–1985), deutscher Bibliothekar
- Ilan Sauter (* 2001), schweizerisch-US-amerikanischer Fußballspieler
- Jeremias Sauter (1650–1709), Hofuhrmacher
- Jim Sauter (* 1953), amerikanischer Jazz- und Improvisationsmusiker
- Joachim Sauter (1959–2021), deutscher Medienkünstler und -gestalter
- Johann Sauter (Turner), österreichischer Turner
- Johann Georg Sauter (1782–1856), deutscher Maler und Kupferstecher
- Johann Melchior Sauter (1686–1746), deutscher Dekan und Pfarrherr
- Johann Nepomuk Sauter (1766–1840), deutscher Chirurg
- Johann Ulrich Sauter (1752–1824), Schweizer Politiker
- Johannes Sauter (1891–1945), deutscher Rechtsphilosoph
- John Sauter (* 1984), deutscher Rapper und Schriftsteller
- Jonathan Sauter (1549–1612), württembergischer Modist, Schreib- und Rechenmeister, sowie Zeichner, Maler, Kupferstecher und Radierer
- Josef Anton Sauter (1742–1817), Professor für Kirchen- und Strafrecht an der Universität Freiburg
- Josef F. Sauter (1914–1990), Gründer der Zürcher Weinausstellung EXPOVINA
- Julia Sauter (* 1997), deutsch-rumänische Eiskunstläuferin
- Karl von Sauter (1839–1902), württembergischer Staatsbaubeamter und Architekt
- Karl Sauter (1870–1959), deutscher Generalmajor
- Lilly von Sauter (1913–1972), österreichische Dichterin, Lyrikerin und Übersetzerin
- Marina Sauter (* 1997), deutsche Biathletin
- Maureen Sauter (* 1986), deutsches Model und Schauspielerin
- Michael Sauter (Autor), Schriftsteller
- Michael Sauter (Drehbuchautor) (1973–2022), Schweizer Drehbuchautor
- Michael Sauter (Komponist) (* 1976), Schweizer Musiker und Komponist
- Michael Sauter (Rennfahrer) (* 2004), Schweizer Rennfahrer
- Moritz Sauter (* 2003), deutscher Handballspieler
- Nelly Sauter (1959–2021), Schweizer Fußballspielerin
- Niklas Sauter (* 2003), deutscher Fußballspieler
- Otto Sauter (* 1961), deutscher Trompeter mit der Spezialisierung Barockmusik und Piccolo-Trompete
- Otto Sauter-Sarto (bürgerlicher Name Otto Sauter; 1889–1958), deutscher Schauspieler
- Paul Sauter (Verleger) (1840–1908), deutscher Buchdrucker und Verleger
- Paul Sauter (* 1947), deutscher Fußballspieler und -trainer
- Peeter Sauter (* 1962), estnischer Schriftsteller
- Regine Sauter (* 1966), Schweizer Politikerin
- Robert Sauter (1850–1927), österreichischer Fleischer- und Selchermeister
- Rudolf Sauter (1925–2013), deutscher Erziehungswissenschaftler und Mundartdichter
- Rudolf Helmut Sauter (1895–1971), deutscher Maler und Grafiker
- Samuel Friedrich Sauter (1766–1846), deutscher Dorfschullehrer und Volksdichter
- Siegfried Sauter (1916–2008), deutscher Fotograf und Mitglied der Deutschen Antarktischen Expedition 1938/39
- Stefan Sauter (* 1964), deutscher Mathematiker
- Theresia Sauter-Bailliet (* 1932), deutsche Sprachwissenschaftlerin und Feministin
- Tobias Sauter (* 1983), deutscher Marathonläufer
- Tomas Sauter (* 1974), Schweizer Jazzmusiker
- Ueli Sauter (* 1941), Schweizer Bestattungsunternehmer
- Walter Sauter (1900–1970), deutscher Journalist und Heimatforscher
- Werner Sauter (* 1950), deutscher Pädagoge und Sachbuchautor
- Wilhelm Sauter (1896–1948), deutscher Maler und Zeichner
- Willi Sauter (1928–2020), Schweizer Entomologe